# Sonja Christ
Sonja Christ-Brendemühl (geb. Christ; * 1. Oktober 1984 in Oberfell) ist eine deutsche Hochschullehrerin für Public Relations an der Hochschule Bonn-Rhein-Sieg.

## Leben
Nach dem Abitur am Gymnasium auf dem Asterstein in Koblenz studierte Sonja Christ von 2003 bis 2008 Betriebswirtschaftslehre mit den Schwerpunkten Marketing und Organisation an der Universität Mannheim und ein Semester an der ESC Grenoble (Frankreich) mit dem Abschluss der Diplomkauffrau. Sie spricht neben ihrer Muttersprache Deutsch auch fließend Englisch, Französisch und Italienisch. Ab Februar 2009 war sie als Degustationsleiterin bei der Weinzeitschrift selection in Mainz beschäftigt.
Ab 2018 war sie wissenschaftliche Mitarbeiterin an der Universität Koblenz-Landau. Dort hat sie im Februar 2021 ihre Promotion erfolgreich abgeschlossen. Im September 2022 wurde sie als Professorin an die Hochschule Bonn-Rhein-Sieg berufen.

## Privates

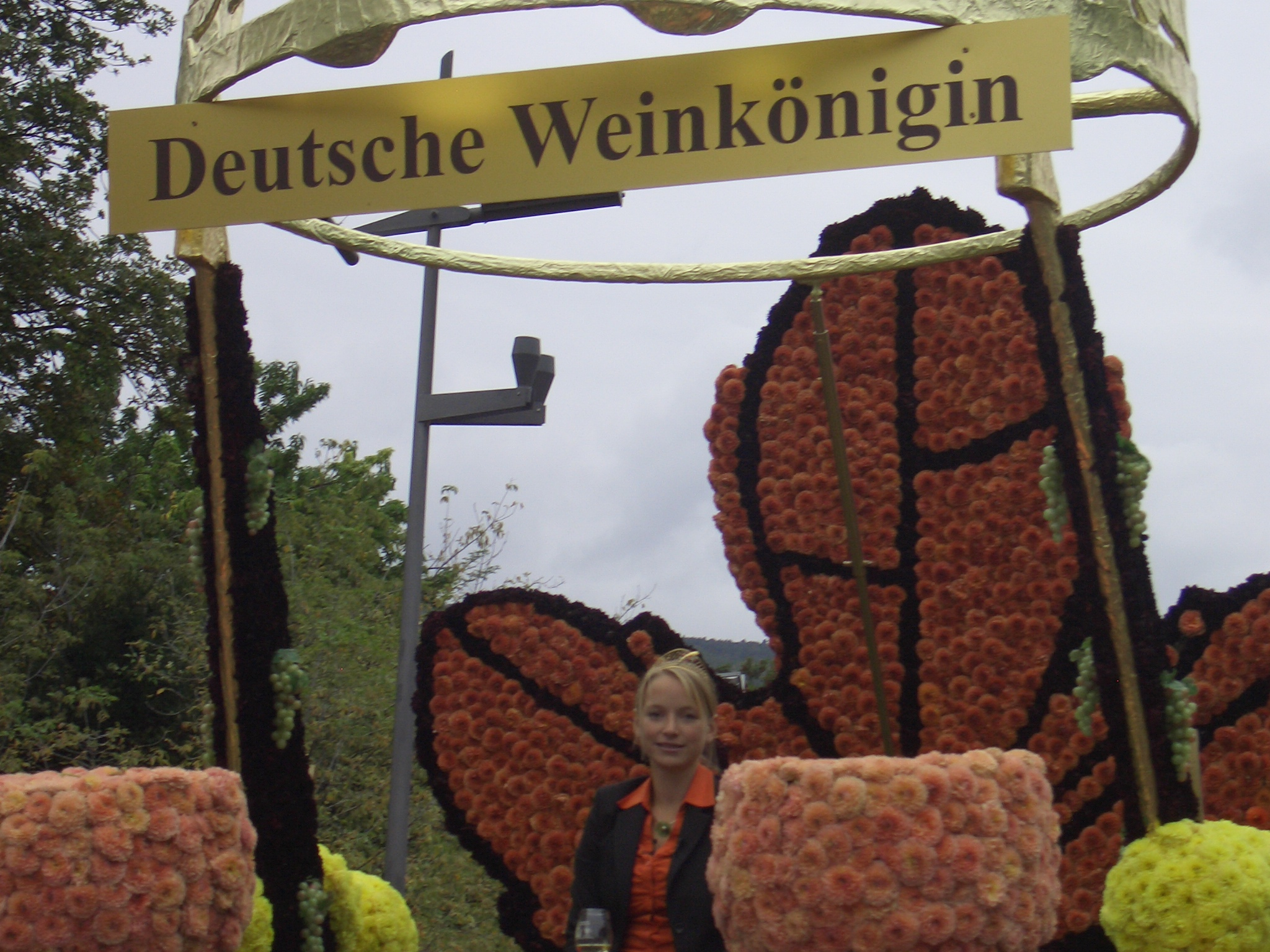
Sonja Christ, 2009

Für das Weinanbaugebiet Mosel wurde sie am 9. Oktober 2009 in Heilbronn als Nachfolgerin von Marlies Dumbsky aus dem Weinanbaugebiet Franken zur 61. Deutschen Weinkönigin gewählt. Als Weinprinzessinnen standen ihr während ihrer zwölfmonatigen Amtszeit Christl Schäfer (Württemberg) und Isabell Kindle (Baden) zur Seite.
Sonja Christ stammt aus einer moselländischen Winzer- und Gastwirtsfamilie. Vater Alfred ist Gastronom und Mutter Gabriele leitet das Weingut der Familie. Bis vor einigen Jahren führten sie in der fünften Generation ein Gasthaus. Die Winzertochter war im Jahr 2004/2005 Weinkönigin ihres Heimatortes Oberfell. 2008 vertrat sie als Weinkönigin das Anbaugebiet Mosel.